# Oliva (Communauté valencienne)
Pour les articles homonymes, voir Oliva.
Oliva (en valencien et en castillan) est une commune d'Espagne de la province de Valence dans la Communauté valencienne. Elle est située dans la comarque de la Safor et dans la zone à prédominance linguistique valencienne. À 10 km à l'est se trouvent les côtes et les plages bordant la mer Méditerranée.

## Géographie

Localisation d'Oliva
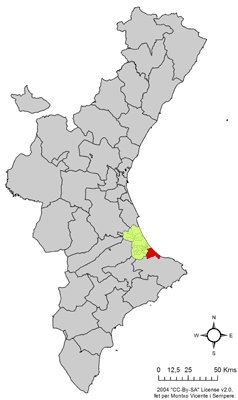
dans la Communauté valencienne.
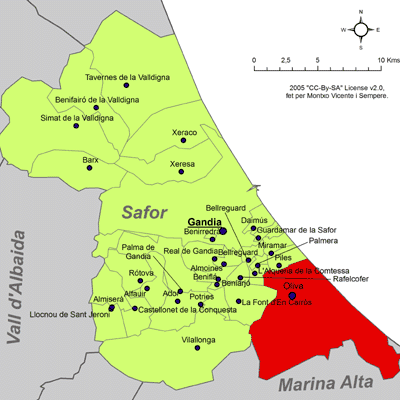
dans la comarque de la Safor.

Oliva est située à l'extrême sud de la province de Valence. Elle se divise, de par sa topographie, en trois zones distinctes : la montagne, la plaine agricole occupée par les cultures horticoles et une zone marécageuse au sud-est. La côte est basse et sablonneuse, avec des plages de sable fin, à l'exception de celle qui se trouve le plus au sud, où commence la province d'Alicante. Le climat est méditerranéen, avec des hivers doux et des printemps agréables.
Une partie du territoire communal fait partie du Parc naturel de la Marjal de Pego-Oliva.
On accède à Oliva, depuis Valence en empruntant la nationale N-332.

### Quartiers
La Playa de Oliva (plage d'Oliva) constitue un deuxième noyau urbain important sur le territoire de la commune d'Oliva.
Le premier noyau urbain comprend le quartier « maure », la haute ville, qui est sans doute le plus ancien quartier, et la ville elle-même qui s'étend tout au long de la route nationale.

### Communes limitrophes

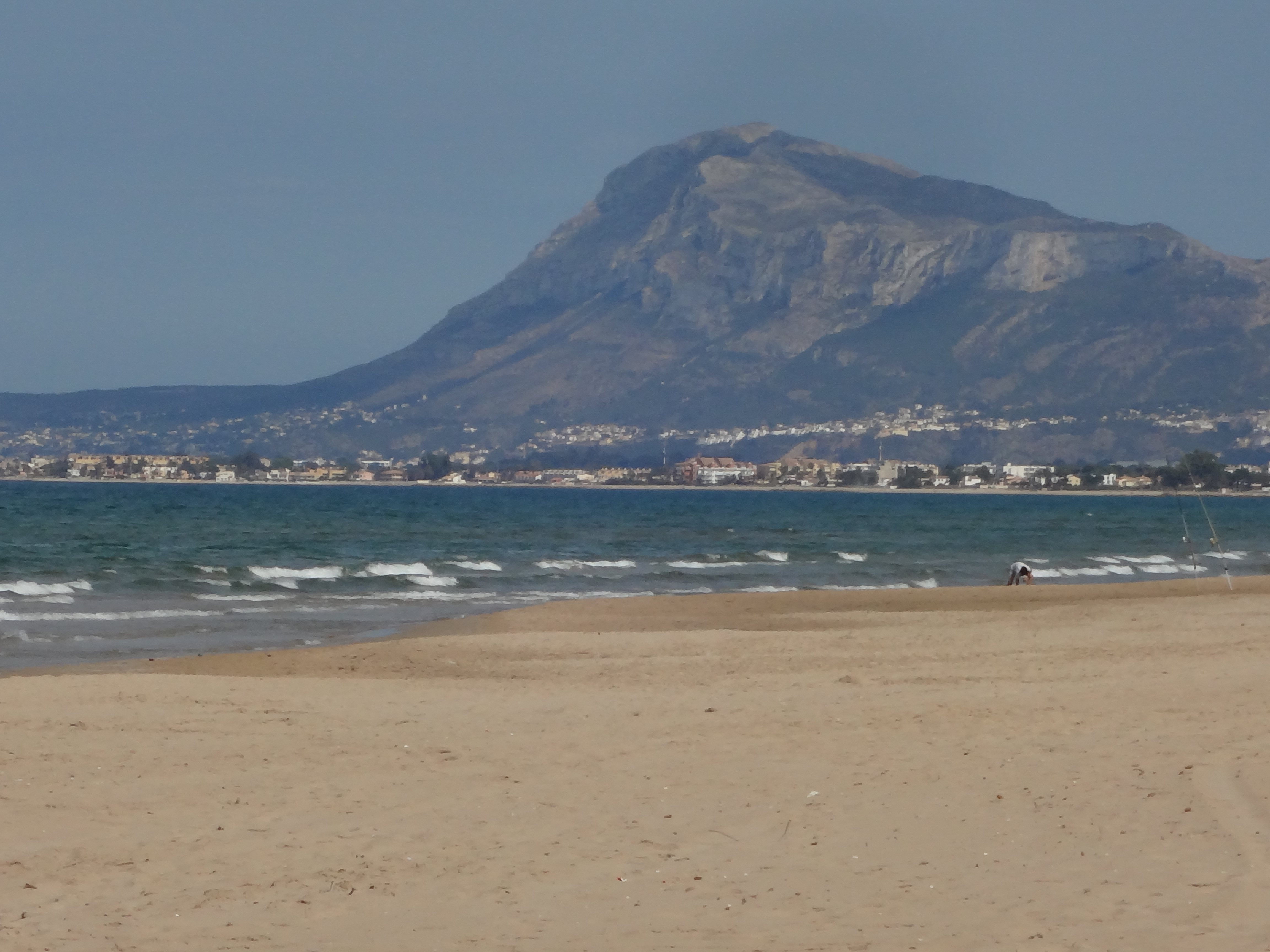
La mer Méditerranée à Oliva.

La commune d'Oliva est entourée par les communes suivantes :
L'Alqueria de la Comtessa, La Font d'en Carròs, Piles et Vilallonga, dans la province de Valence, et Adsubia, Dénia et Pego dans la province d'Alicante.

## Histoire

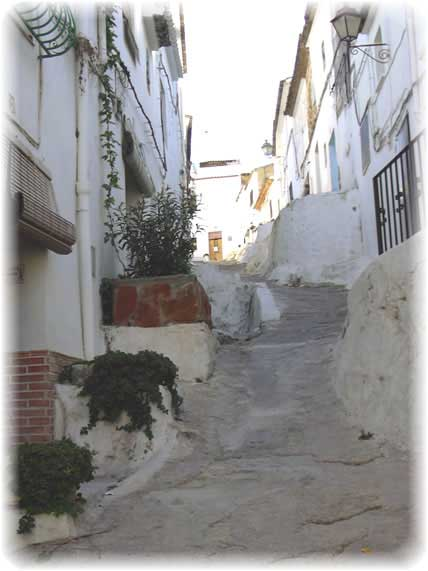
Rue d'Oliva.

Constituée en comté par Alphonse le Magnanime, en 1449, elle eut pour premier maître le comte Francisco Gilabert de Centelles.
Oliva, comme toute la province de Valencia, a connu aux XVe siècle et XVIe siècle une prospérité sans précédent grâce à la culture de la canne à sucre, source de la splendeur des comtes d'Oliva comme de leurs voisins les ducs de Gandia, les Borja qui deviendront les Borgia lorsque deux d'entre eux seront successivement élus au trône pontifical ; les sucreries fabriquées dans le bassin de la Safor faisaient les délices des cours européennes ; cette culture a décliné rapidement au XVIIe siècle du fait de l'expulsion des Morisques, décidée en 1609 par Philippe III ; le nombre des expulsés aurait été de 117 464, le tiers de la population de la province de Valencia ; le duc de Gandia-comte d'Oliva fut l'un des aristocrates qui s'opposèrent avec le plus d'énergie à cette décision qui le privait de la majorité de sa main-d’œuvre ; la concurrence du sucre des Antilles donna ensuite le coup de grâce à cette culture.
L'expulsion des Maures, en 1609, causa grand tort à la ville laissant les champs et les maisons à l'abandon. Oliva connut alors une période difficile, sans toutefois être parmi les villes les plus affectées. Il faudra attendre le XVIIIe siècle, et son unification au désormais disparu royaume de Valence, pour que la ville entame un décollage, qui ne s'appuiera pas tant sur l'aspect économique que sur l'aspect culturel.
Après le déclin du canyamel, la région a connu un grand développement de la culture du ver à soie et de la confection de soieries ; le phylloxéra mit fin à cette richesse à partir des années 1870.
La culture des orangers, introduite à la fin du XVIIIe siècle, redonna à la région une nouvelle prospérité : l'exportation commence à partir des années 1840 vers l'Angleterre, la France, l'Allemagne ; de 325 000 m³ en 1870, elle passe à près de 5 millions de m³ en 1910.
Jusqu'au début du XXe siècle, Oliva était la ville la plus peuplée de la Safor, avant d'être rejointe et dépassée par Gandia.

## Démographie
| 1990   | 1992   | 1994   | 1996   | 1998   | 2000   | 2002   | 2004   | 2005   |
| ------ | ------ | ------ | ------ | ------ | ------ | ------ | ------ | ------ |
| 20.660 | 20.460 | 20.810 | 20.654 | 20.577 | 21.001 | 21.782 | 23.591 | 25.318 |

## Administration
Liste des maires, depuis les premières élections démocratiques.
| Législature | Nom du Maire                                                                                          | Parti politique   |
| ----------- | --- | ----------------- |
| 1979-1983   | Vicente Llopis Sifres                                                                                 |                   |
| 1983-1987   | Felipe Oltra                                                                                          | PSPV-PSOE         |
| 1987-1991   | Pepe Llorens                                                                                          | AP                |
| 1991-1995   | Vicent Monzonís                                                                                       | PSPV-PSOE         |
| 1995-1999   | Enrique J. Orquín Morell                                                                              | PP                |
| 1999-2003   | Enrique J. Orquín Morell                                                                              | PP                |
| 2003-2007   | Salvador Fuster Mestre                                                                                | PSPV-PSOE         |
| 2011–       | Chelo Escrivá David González (depuis le 13 juillet 2012) Salvador Fuster Mestre (depuis janvier 2014) | PP Bloc PSPV-PSOE |

## Économie
Oliva a une tradition agricole très ancienne, notamment dans la culture des agrumes, et des oranges en particulier qu'elle exporte dans le monde entier. Ces dernières années, le secteur touristique a cependant connu un essor important, comptant pour une part non négligeable des revenus de la ville.

## Patrimoine

### Monuments

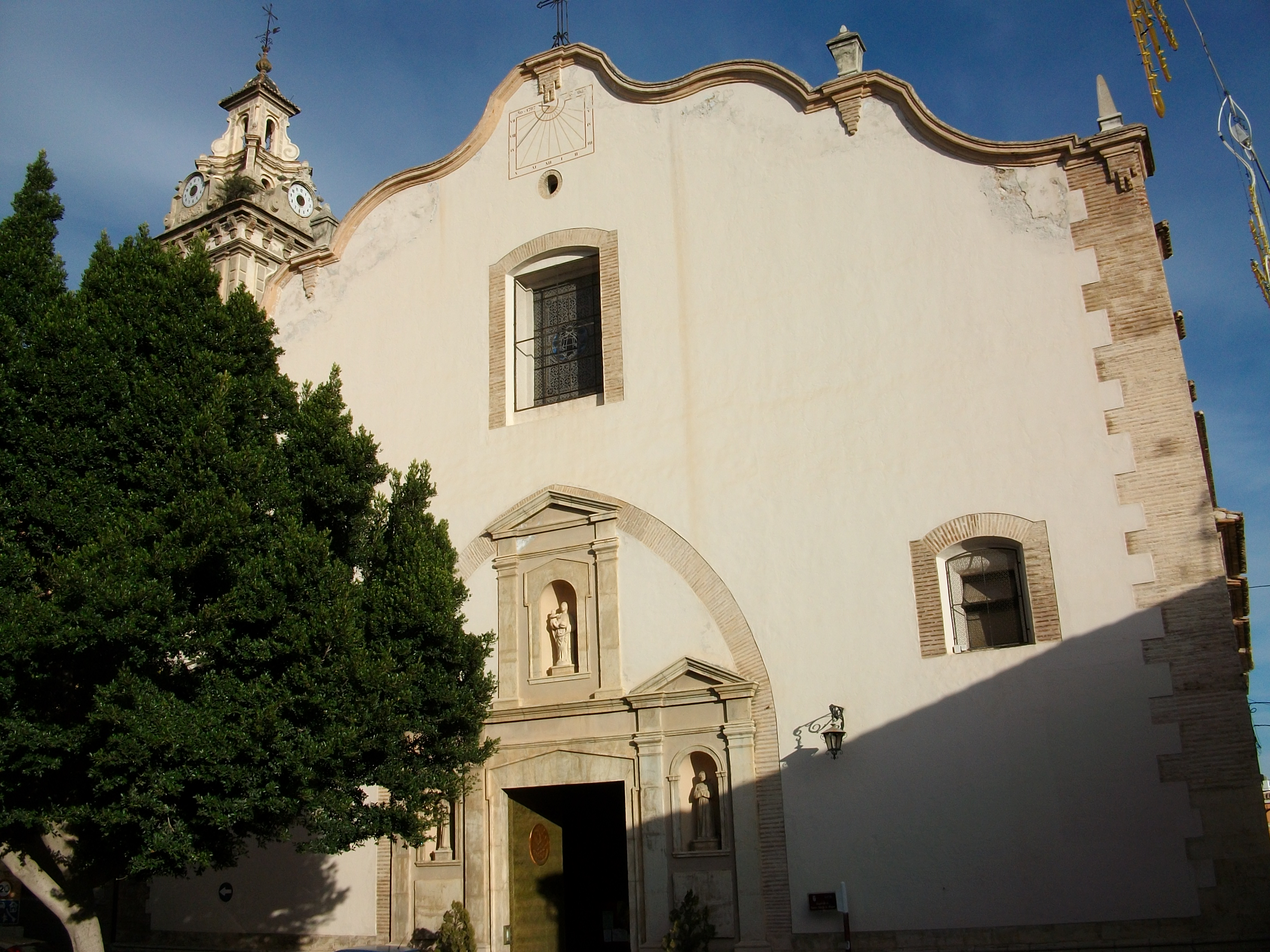
Église de Santa María la Mayor.

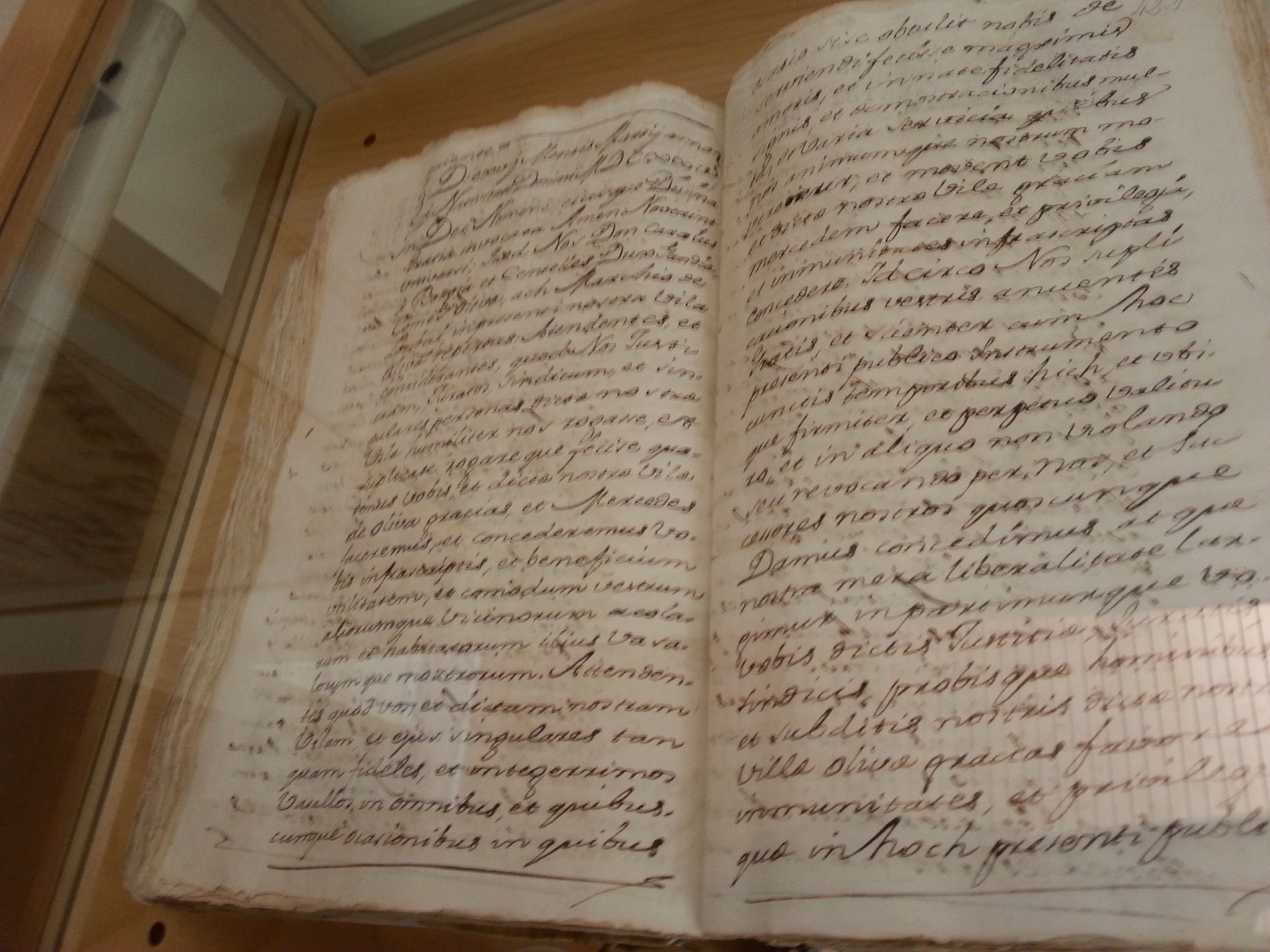
Charte de peuplement d'Oliva (1625).

De son passé historique, Oliva conserve un édifice religieux dédié à Santa María la Mayor (avec de précieuses archives), l'Église de Saint-Roc Iglesia de San Roque) (construite sur l'ancienne mosquée), la Chapelle de la Vierge du Rebolet et son ancien couvent, les ermitages de Saint-Antoine et Saint-Vincent, ainsi que les fameuses cheminées du Cami dels Rejolars (en valencien, chemin des fabriques de briques), et le Marché municipal.
Oliva a conservé de l'époque médiévale les tours de défense qui étaient situées sur sa muraille, séparant la ville des champs alentour, le château de Sainte-Anne et celui du Rebollet (détruits par un grand tremblement de terre en 1598), les maisons des nobles dans la Calle Tamarit, le centre-ville, où l'on trouve d'anciennes maisons typiques de l'architecture valencienne ; ainsi que le vieux quartier mozarabe dont nous sont restées les ruelles étroites et sans plan géométrique précis, dont la Calle la Hoz, qui tient son nom (« rue de la faucille ») de sa forme, est caractéristique.
Parmi les monuments civils, on peut signaler la Salle de la Latinité, construite grâce au soutien de Gregorio Mayans, au XVIIIe siècle, et qui sert aujourd'hui d'école.

### Fêtes locales
Fiestas Mayores. Oliva célèbre chaque année, le Santísimo Cristo de la Fe, le 3 mai et la Vierge du Rebollet, le 8 septembre, tous deux saints patrons de la ville, avec saint François d'Assise. De nos jours, ces deux fêtes redeviennent des fêtes locales, lorsqu'elles ne tombent pas un samedi ou un dimanche.
D'autres festivités existent à Oliva, où l'on célèbre depuis le début des années 1970, les Moros y Cristianos, en juillet.

## Personnalités d'Oliva
- Gregorio Mayans, polymathe représentant de la philosophie des Lumières en Espagne.
- Gabriel Císcar, amiral, ministre de la Marine et un des trois régents durant l'absence du Roi, pendant la guerre contre Napoléon.
- Vicente Parra, acteur de théâtre et de cinéma.
- Francisco Brines, poète, lauréat du Premio de las Letras Valencianas en 1967, du Premio Nacional de las Letras Españolas en 1999 et membre de la Real Academia de la Lengua Española (équivalent de l'Académie Française), de 2006 à 2021 date de son décès.
- David Fuster, footballeur